# Detlef Piepenburg

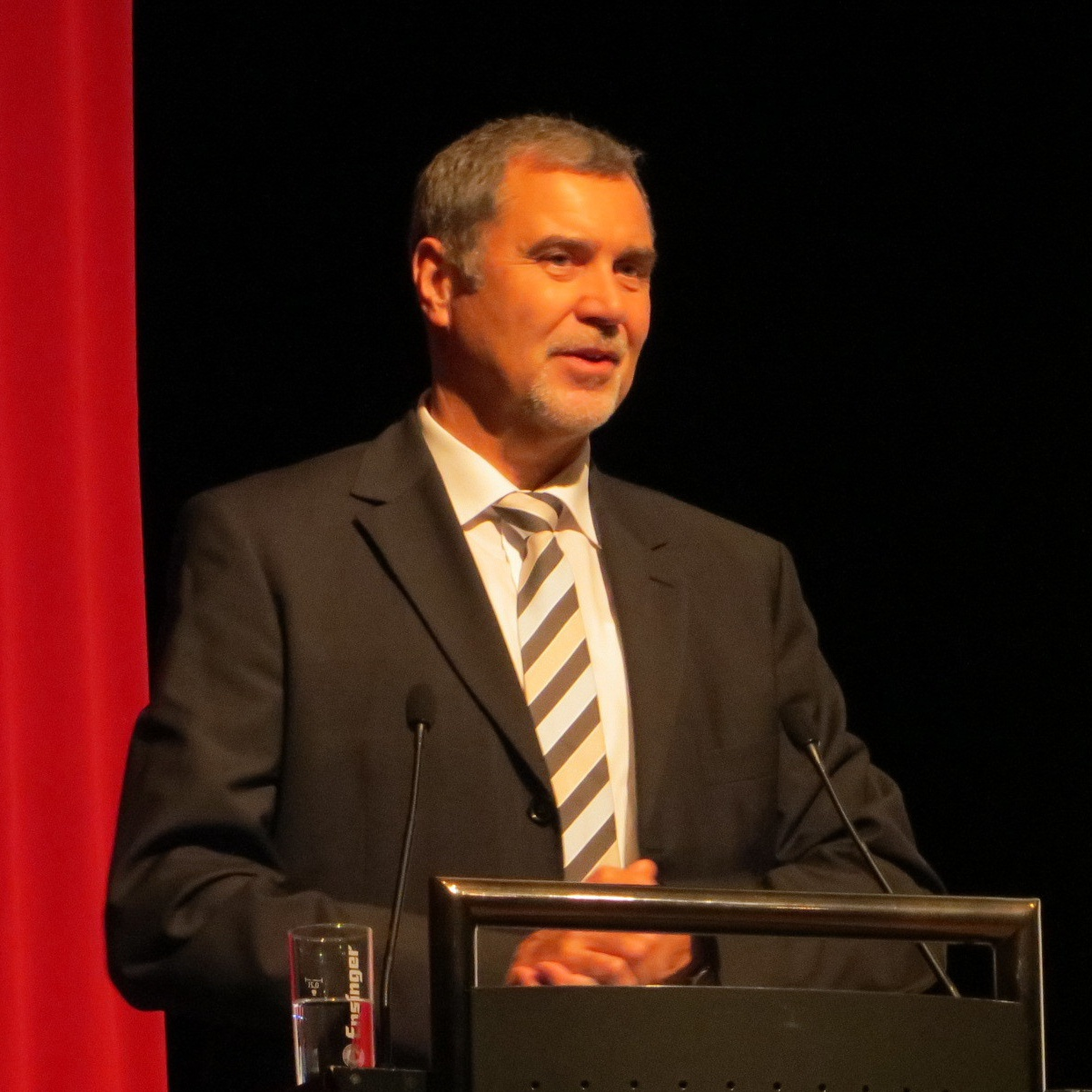
Detlef Piepenburg (2012)

Detlef Piepenburg (* 2. Juli 1956) ist ein deutscher Jurist und Politiker.
Piepenburg wuchs in Knittlingen auf. Nach einem Jurastudium an der Universität Heidelberg war er von 1986 bis 1989 Baudezernent des Landkreises Freiburg, dann war er im Regierungspräsidium Freiburg für den Umweltbereich zuständig. 1990/1991 war er Geschäftsführer eines mittelständischen Unternehmens.
Er kehrte in den öffentlichen Dienst zurück und war von 1992 bis 1994 im Umweltministerium Baden-Württemberg als Referent für das Abfallrecht zuständig. 1994 wurde er Erster Landesbeamter im Landratsamt Heilbronn, 1997 wurde er zum Landrat des Neckar-Odenwald-Kreises gewählt. Seit 25. September 2005 war er Landrat im Landkreis Heilbronn. Bei seiner Wahl erhielt der parteilose Piepenburg alle Stimmen der 79 Kreisräte des Heilbronner Kreistags. 2021 stellte er sich nicht erneut der Wiederwahl und schied somit zum 24. September 2021 aus dem Amt. Ihm folgte Norbert Heuser nach. Außerdem wurde er 2006 Präsident des Deutschen Roten Kreuz – Kreisverband Heilbronn e. V.
Piepenburg ist verheiratet und hat zwei Kinder.